# Paruga
Paruga is een bestuurslaag in het regentschap Bima van de provincie West-Nusa Tenggara, Indonesië. Paruga telt 5393 inwoners (volkstelling 2010).